# Louis Dupont (sculpteur)
Pour les articles homonymes, voir Louis Dupont et Dupont.
Louis Dupont, né en 1896 à Waremme et mort le 6 mars 1967 à Liège, est un sculpteur belge.

## Œuvres
- 1937 : Bas-reliefs du lycée Léonie de Waha, sur le boulevard d'Avroy, à Liège (avec Adelin Salle et Robert Massart)
- 1938 : stèle à la mémoire de Georges Antoine, dans le parc de la Boverie, à Liège.
- 1947 : monument à Eugène Ysaÿe, sur le boulevard Piercot, à Liège.
- 1948 environ : bas-relief au fronton de l'église Saint-Remacle, rue d'Amercoeur, à Liège.
- 1949 : reliefs La Nativité et Le cheval Bayard, au pont des Arches, à Liège.Bas-relief en petit granit de Sprimont, 1949 ; à gauche, le Mystère de la Nativité évoque l’œuvre de la romaniste liégeoise Rita Lejeune ; à droite, le cheval Bayard surgit de la Meuse. Liège, Pont des Arches

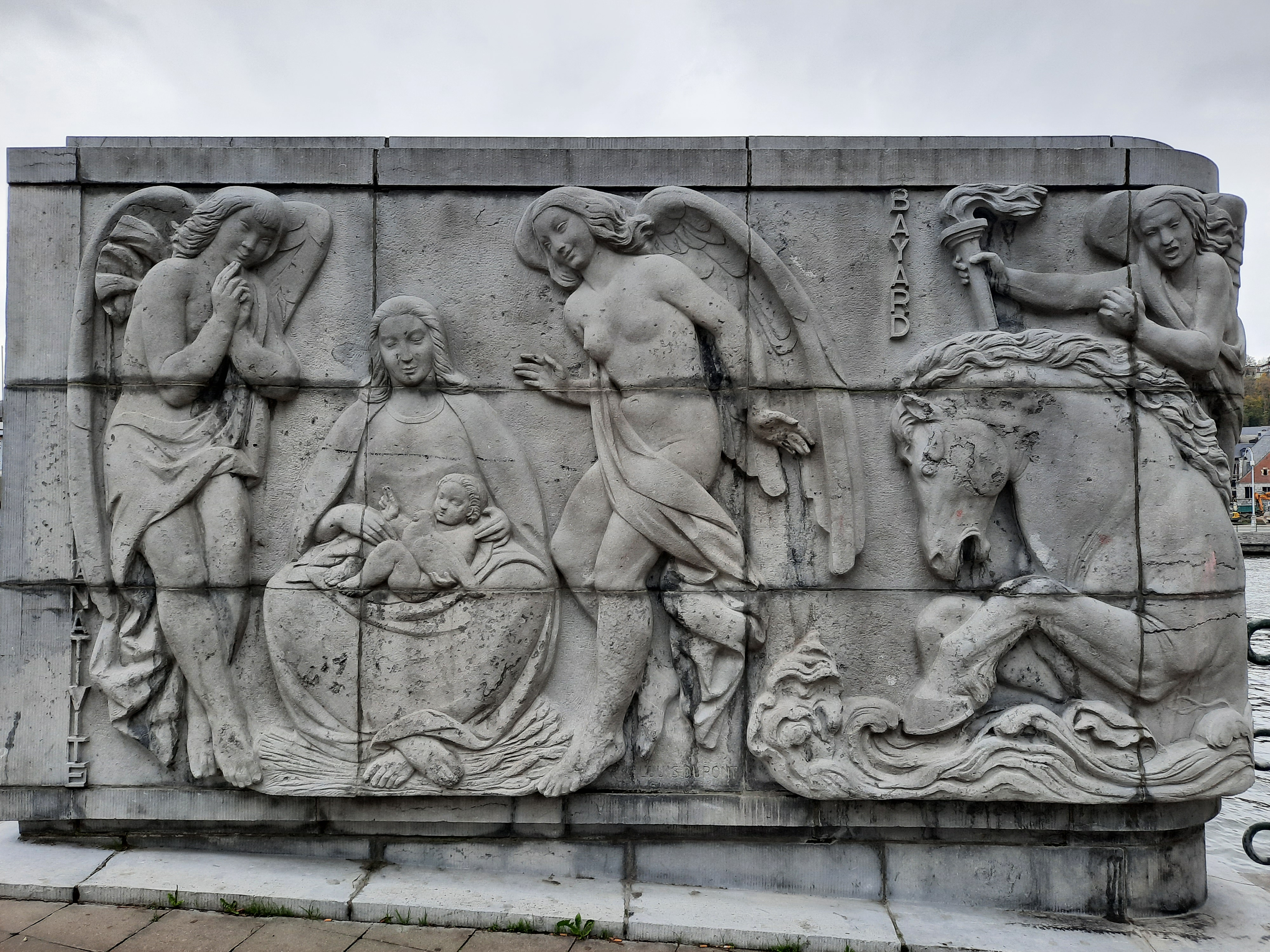
Bas-relief en petit granit de Sprimont, 1949 ; à gauche, le Mystère de la Nativité évoque l’œuvre de la romaniste liégeoise Rita Lejeune ; à droite, le cheval Bayard surgit de la Meuse. Liège, Pont des Arches

- 1950 environ : relief de Jean-Ernest de Surlet, rue du Vertbois, à Liège.
- 1951 : reliefs pour l'hôtel des Télégraphes et des Téléphones (avec Robert Massart), initialement sur la façade du bâtiment rue de l'Université et déplacé en 1995 rue du Nord-Belge à Liège.
- 1955 : Monument national à la Résistance, dans le parc d'Avroy (avenue Rogier), à Liège (architecte Paul Étienne).
- 1958 : reliefs (la Philosophie, les Lettres et l'Histoire) sur la façade du bâtiment de la Faculté de Philosophie et Lettres de l'Université de Liège, place Cockerill, à Liège.
- Buste de César Thomson, sur le boulevard Piercot, à Liège.
- Buste de Richard Heintz, au Musée de l'Art wallon, à Liège.